# Bogdan Țîru
Bogdan Ionuț Țîru (phát âm tiếng Romania: [bogˈdan joˈnut͡s ˈt͡sɨru]; sinh ngày 15 tháng 3 năm 1994) là một cầu thủ bóng đá người România thi đấu chủ yếu ở vị trí trung vệ cho Viitorul Constanța.

## Sự nghiệp quốc tế
Vào tháng 11 năm 2016 Țîru lần đầu được triệu tập vào đội tuyển quốc gia România để thi đấu với Ba Lan và Nga. Anh có màn ra mắt vào ngày 15 tháng 11 năm 2016 trước Nga.

## Thống kê sự nghiệp

### Câu lạc bộ
| Câu lạc bộ          | Mùa giải            | Giải vô địch | Giải vô địch | Cúp     | Cúp       | Cúp Liên đoàn | Cúp Liên đoàn | Châu Âu | Châu Âu   | Khác    | Khác      | Tổng cộng | Tổng cộng | Tổng cộng |
| Câu lạc bộ          | Mùa giải            | Số trận      | Bàn thắng    | Số trận | Bàn thắng | Số trận       | Bàn thắng     | Số trận | Bàn thắng | Số trận | Bàn thắng | Số trận   | Bàn thắng |           |
| ------------------- | ------------------- | ------------ | ------------ | ------- | --------- | ------------- | ------------- | ------- | --------- | ------- | --------- | --------- | --------- | --------- |
| Viitorul Constanța  | 2010–11             | 1            | 0            | –       | –         | –             | –             | –       | –         | –       | –         | 1         | 0         |           |
| Viitorul Constanța  | 2012–13             | 1            | 0            | 1       | 0         | –             | –             | –       | –         | –       | –         | 2         | 0         |           |
| Viitorul Constanța  | 2013–14             | 10           | 0            | –       | –         | –             | –             | –       | –         | –       | –         | 10        | 0         |           |
| Viitorul Constanța  | 2014–15             | 31           | 2            | 2       | 1         | 2             | 0             | –       | –         | –       | –         | 35        | 3         |           |
| Viitorul Constanța  | 2015–16             | 3            | 0            | 1       | 0         | 0             | 0             | –       | –         | –       | –         | 4         | 0         |           |
| Viitorul Constanța  | 2016–17             | 33           | 1            | 1       | 0         | 0             | 0             | 1       | 0         | –       | –         | 35        | 1         |           |
| Tổng cộng           | Tổng cộng           | 79           | 3            | 5       | 1         | 2             | 0             | 1       | 0         | –       | –         | 87        | 4         |           |
| Voluntari (mượn)    | 2015–16             | 14           | 1            | –       | –         | –             | –             | –       | –         | 2       | 0         | 16        | 1         |           |
| Tổng cộng           | Tổng cộng           | 14           | 1            | –       | –         | –             | –             | –       | –         | 2       | 0         | 16        | 1         |           |
| Jagiellonia         | 2019–20             | 11           | 1            | 0       | 0         | –             | –             | –       | –         | –       | –         | 11        | 1         |           |
| Jagiellonia         | 2020–21             | 1            | 0            | 1       | 0         | –             | –             | –       | –         | –       | –         | 2         | 0         |           |
| Tổng cộng           | Tổng cộng           | 12           | 1            | 1       | 0         | –             | –             | –       | –         | –       | –         | 13        | 1         |           |
| Tổng cộng sự nghiệp | Tổng cộng sự nghiệp | 177          | 8            | 11      | 1         | 2             | 0             | 11      | 2         | 4       | 0         | 205       | 11        |           |

Thống kê chính xác đến trận đấu diễn ra ngày 28 tháng 7, 2020

## Danh hiệu

### Câu lạc bộ
Viitorul Constanța
- Liga I: 2016–17
- Siêu cúp bóng đá România: Á quân 2017